# Епіцентр К3
«Епіцентр К3» — колишній український футзальний клуб з Києва. Заснований 2006 року. Півфіналіст Кубка України 2012/2013.

## Історія
Команда була організована у 2006 році Володимиром Гончаровим та Юрієм Кудликом. Команда щороку є одним з фаворитів усіх локальних змагань. Найуспішнішим для команди став сезон 2012/13, в якому вона виграла чемпіонат Києва, другу лігу чемпіонату України і дійшла до півфіналу Кубку України. З наступного сезону почала виступи у першій лізі.

## Титули та досягнення
- Півфіналіст Кубку України 2012/13[1]
- Чемпіон другої ліги 2012/13[2]
- Чемпіон м. Києва (2): 2010/11, 2012/13
- Володар Суперкубку м. Києва (2): 2011, 2012[3]
- Чемпіон України серед уболівальників (2): 2011, 2012 рр.
- Чемпіон світу серед уболівальників (Буенос-Айрес, Аргентина) 2011 р.[4]
- Переможець відкритого чемпіонату з футзалу серед будівельних організацій України: 2015[5]
- Переможці (більше 20 змагань) місцевих турнірів

## Відомі гравці
- Сергій Романовський